# Свідоцтво про народження (фільм)
«Свідоцтво про народження» (пол. Świadectwo urodzenia) — польський воєнний фільм 1961 року, знятий Станіславом Ружевичем за сценарієм, написаним разом із братом режисера Тадеушем Ружевичем. Фільм складається з трьох різних новел, розказаних з погляду дітей, які постраждали від подій Другої світової війни.
Фільм отримав схвальні відгуки критиків, здобувши престижні нагороди на молодіжних кінофестивалях (Канни та Венеція). Особливий інтерес критиків і дослідників викликала третя новела, що показує боротьбу єврейської дівчинки-сироти за виживання; фінал новели й фільму в цілому був особливо суперечливим. Фільм «Свідоцтво про народження», режисер якого дистанціювався від обговорення польського героїзму часів війни, зараховують до плебейської течії польської кіношколи.

## Сюжет
«Свідоцтво про народження» складається з трьох новел. Дія першої з них, «В дорозі», розгортається у вересні 1939 року, коли після розгрому полку солдат, який став робітником, посеред воєнного лихоліття несе документи до канцелярії штабу. Його супроводжує випадково зустрінутий хлопчик Янек, який шукає свою матір. Дорогою вони зустрічають німецьку бронеколону; загнаний у кут Таборита дістає з воза гвинтівку і починає стріляти, а Янек кидається тікати.
Друга новела, «Лист з табору», зосереджується на долі трьох братів під час окупації: Збишка, Генка та Яцека, чий батько потрапив у полон після вересневої кампанії, а мати займається контрабандою товарів. Одного разу з табору тікає радянський солдат і потрапляє до помешкання хлопців. Завдяки їхній допомозі солдату вдається продовжити втечу, але невдовзі табір по сусідству ліквідують.
Третя повість, «Крапля крові», починається з того, що маленька Мірка прокидається в покинутому єврейському будинку, мешканці якого були депортовані нацистами. Мірка знаходить лікаря, який був знайомим її батька, але не знаходить у нього притулку. Тим часом шукаючи притулку, вона потрапляє до провінційного притулку, де її виховують як католичку. Однак до притулку приїжджає нацистська комісія з відбору дітей для германізації. Парадоксальним чином Мірку, яку вважали арійкою, депортують до Райху і всиновлюють у німецьку сім'ю.

## Акторський склад

### В дорозі
- Генрик Гриневич — Янек
- Войцех Сєміон — таборит Юзеф
- Барбара Рахвальська — жінка з будиночка лісника
- Мечислав Штур — німецький мотоцикліст
- Януш Клосінський — власник крамниці
- Барбара Валькувна — молода мати перед сільським будинком
- Кристина Фельдман — селянка з умиротвореного села
- Юзеф Терикс — селянин з умиротвореного села

### Лист з табору
- Едвард Мінцер — Збишек
- Анджей Банашевський — Генєк
- Павло Ружевич — Яцек
- Станіслав Мільський — сусід Цізяк
- Юзеф Нальберчак — військовополонений
- Тадеуш Шмідт — військовий поліцай
- Януш Зєєвський — німецький військовий поліцай, який вів полоненого
- Марія Каневська — сусідка, яка позичає парафін
- Ядвіґа Курилюк — Людка
- Юзеф Збіруг — бандюга
- Збіґнєв Сковронський — чоловік на вулиці

### Крапля крові
- Беата Барщевська — Мірка
- Зофія Малинич — менеджерка притулку
- Здіслав Мрожевський — лікар Оржеховський
- Малгожата Лесьнєвська — медсестра
- Маріуш Дмоховський — офіцер гестапо
- Еміль Каревич — німецький лікар
- Зиґмунт Зінтель — перекладач
- Ванда Лучицька — Цеслікова
- Марія Цесельська — вчителька Уршуля
- Галина Ґриґлашевська — лікар
- Януш Палушкевич
- Адам Квятковський — пасажир поїзда
- Марися Хробачевська
- Ванда Якубінська — нянька
- Леонард Анджеєвський — п'яний учасник
- Влодзімєж Квасковський — п'яний чоловік з вусами
- Богдана Майда — учасниця пиятики
- Галина Біллінг — сусідка Зелінських